# Premna
Premna is een geslacht uit de lipbloemenfamilie (Lamiaceae). De soorten komen voor in de (sub)tropische delen van de Oude Wereld en het Pacifisch gebied.

## Soorten
- Premna acuminata R.Br.
- Premna acutata W.W.Sm.
- Premna alba H.J.Lam
- Premna ambongensis Moldenke
- Premna amplectens Wall. ex Schauer
- Premna angolensis Gürke
- Premna angustiflora H.J.Lam
- Premna annulata H.R.Fletcher
- Premna aureolepidota Moldenke
- Premna balakrishnanii A.Rajendran & P.Daniel
- Premna balansae Dop
- Premna barbata Wall. ex Schauer
- Premna bengalensis C.B.Clarke
- Premna bhamoensis Y.H.Tan & Bo Li
- Premna bracteata Wall. ex C.B.Clarke
- Premna cambodiana Dop
- Premna caridantha Y.H.Tan & Bo Li
- Premna cavaleriei H.Lév.
- Premna chevalieri Dop
- Premna chrysoclada (Bojer) Gürke
- Premna clavata de Kok
- Premna confinis C.Pei & S.L.Chen ex C.Y.Wu
- Premna cordifolia Roxb.
- Premna coriacea C.B.Clarke
- Premna corymbosa Rottler
- Premna debiana A.Rajendran & P.Daniel
- Premna decaryi Moldenke
- Premna decurrens H.J.Lam
- Premna discolor Verdc.
- Premna dubia Craib
- Premna esculenta Roxb.
- Premna fohaiensis C.Pei & S.L.Chen ex C.Y.Wu
- Premna fordii Dunn
- Premna fulva Craib
- Premna garrettii H.R.Fletcher
- Premna glaberrima Wight
- Premna glandulosa Hand.-Mazz.
- Premna gracillima Verdc.
- Premna grandipaniculata Y.H.Tan & Bo Li
- Premna grossa Wall. ex Schauer
- Premna guillauminii Moldenke
- Premna hainanensis Chun & F.C.How
- Premna hans-joachimii Verdc.
- Premna henryana (Hand.-Mazz.) C.Y.Wu
- Premna herbacea Roxb.
- Premna hildebrandtii Gürke
- Premna hispida Benth.
- Premna humbertii Moldenke
- Premna hutchinsonii Moldenke
- Premna interrupta Wall. ex Schauer
- Premna jalpaiguriana T.K.Paul
- Premna khasiana C.B.Clarke
- Premna lepidella Moldenke
- Premna ligustroides Hemsl.
- Premna longiacuminata Moldenke
- Premna longifolia Roxb.
- Premna longipetiolata Moldenke
- Premna lucens A.Chev.
- Premna macrophylla Wall. ex Schauer
- Premna madagascariensis Moldenke
- Premna mariannarum Schauer
- Premna matadiensis Moldenke
- Premna maxima T.C.E.Fr.
- Premna menglaensis B.Li
- Premna micrantha Schauer
- Premna microphylla Turcz.
- Premna milleflora C.B.Clarke
- Premna milnei Baker
- Premna minor Domin
- Premna mollissima Roth
- Premna mundanthuraiensis A.Rajendran & P.Daniel
- Premna mwadimei Ngumbau & G.W.Hu
- Premna nana Collett & Hemsl.
- Premna neurophylla Chiov.
- Premna oblongata Miq.
- Premna odorata Blanco
- Premna oligantha C.Y.Wu
- Premna oligotricha Baker
- Premna orangeana Capuron
- Premna paisehensis C.Pei & S.L.Chen
- Premna pallescens Ridl.
- Premna parasitica Blume
- Premna paucinervis (C.B.Clarke) Gamble
- Premna paulobarbata H.J.Lam
- Premna perplexans Moldenke
- Premna perrieri Moldenke
- Premna pinguis C.B.Clarke
- Premna polita Hiern
- Premna procumbens Moon
- Premna protrusa A.C.Sm. & S.P.Darwin
- Premna puberula Pamp.
- Premna pubescens Blume
- Premna punduana Wall. ex Schauer
- Premna purpurascens Thwaites
- Premna quadrifolia Schumach. & Thonn.
- Premna rabakensis Moldenke
- Premna rajendranii K.M.P.Kumar, Sunilk., Sreeraj & V.T.Antony
- Premna regularis H.J.Lam
- Premna repens H.R.Fletcher
- Premna resinosa (Hochst.) Schauer
- Premna richardsiae Moldenke
- Premna rubroglandulosa C.Y.Wu
- Premna scandens Roxb.
- Premna schimperi Engl.
- Premna schliebenii Werderm.
- Premna scoriarum W.W.Sm.
- Premna senensis Klotzsch
- Premna serrata H.R.Fletcher
- Premna serratifolia L.
- Premna siamensis H.R.Fletcher
- Premna stenobotrys Merr.
- Premna sterculiifolia King & Gamble
- Premna sulphurea (Baker) Gürke
- Premna sunyiensis C.Pei
- Premna szemaoensis C.Pei
- Premna tahitensis Schauer
- Premna tanganyikensis Moldenke
- Premna tapintzeana  Dop
- Premna tenii C.Pei
- Premna thorelii Dop
- Premna thwaitesii C.B.Clarke
- Premna tomentosa Willd.
- Premna trichostoma Miq.
- Premna urticifolia Rehder
- Premna velutina Gürke
- Premna venulosa Moldenke
- Premna vietnamensis Bo Li
- Premna wightiana Schauer
- Premna wui Boufford & B.M.Barthol.

... · 
Ajuga (Zenegroen) · 
Anisomeles · 
Ballota (Ballote) · 
Basilicum · 
Cleonia · 
Clinopodium (Steentijm) · 
Dasymalla · 
Galeopsis (Hennepnetel) · 
Glechoma · 
Haplostachys · 
Hemiandra · 
Hyssopus · 
Lagochilus · 
Lamiastrum · 
Lamium (Dovenetel) · 
Lavandula (Lavendel) · 
Leonurus · 
Lycopus · 
Marrubium · 
Melissa (Melisse) · 
Mentha (Munt) · 
Nepeta (Kattenkruid) · 
Ocimum (Basilicum) · 
Origanum (Marjolein) · 
Perovskia · 
Phlomis · 
Prunella (Brunel) · 
Renschia · 
Rosmarinus · 
Salvia (Salie) · 
Satureja (Bonenkruid) · 
Scutellaria (Glidkruid) · 
Stachys (Andoorn) · 
Teucrium (Gamander) · 
Thymus (Tijm) · 
Vitex · 
Westringia · 
...